# Passo del Turchino

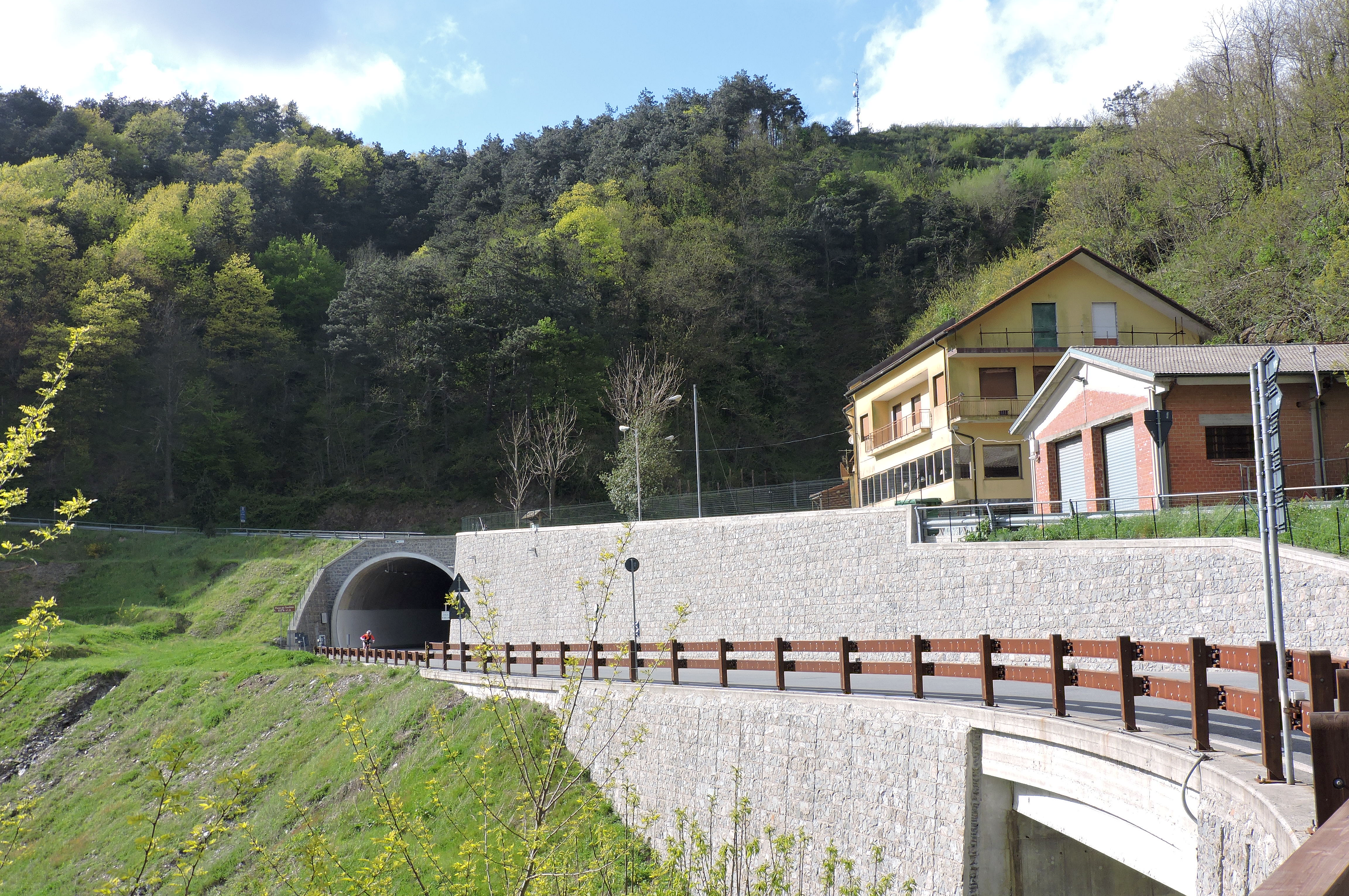
Nová silnice s tunelem, rok 2016

Passo del Turchino je horský průsmyk v Ligurských Apeninách na severozápadě Itálie, mezi obcemi Masone a Mele. Má nadmořskou výšku 588 metrů, nedaleká hora Turchino je vysoká 672 m a ve výšce 532 m se nachází silniční tunel. Stoupání dosahuje maximálního sklonu 6,8 %. Průsmyk byl zprovozněn pro dopravu v roce 1872, kdy byla otevřena okresní silnice č. 456, která byla rekonstruována v roce 2013. Vede tudy také dálnice A26 a železniční trať z Asti do Janova. Průsmykem protéká potok Stura di Ovada.
Před Passo del Turchino prochází trať cyklistického závodu Milán - San Remo, jely se zde také některé etapy Giro d'Italia.
V průsmyku došlo 19. května 1944 k masakru zvanému Strage del Turchino, kdy příslušníci Schutzstaffel jako odvetu za partyzánské akce zastřelili 59 místních civilistů. Na místě popravy byl odhalen pomník.